# Mosharraḩāt
Mosharraḩāt (persiska: مشرّحات, Mashraḩāt) är en ort i Iran.   Den ligger i provinsen Khuzestan, i den centrala delen av landet, 600 km söder om huvudstaden Teheran. Mosharraḩāt ligger 28 meter över havet och antalet invånare är 302.
Terrängen runt Mosharraḩāt är platt, och sluttar söderut.Runt Mosharraḩāt är det ganska tätbefolkat, med 144 invånare per kvadratkilometer. Närmaste större samhälle är Malīget, 4,0 km öster om Mosharraḩāt. Trakten runt Mosharraḩāt är ofruktbar med lite eller ingen växtlighet.